# 매 낙 프라카농

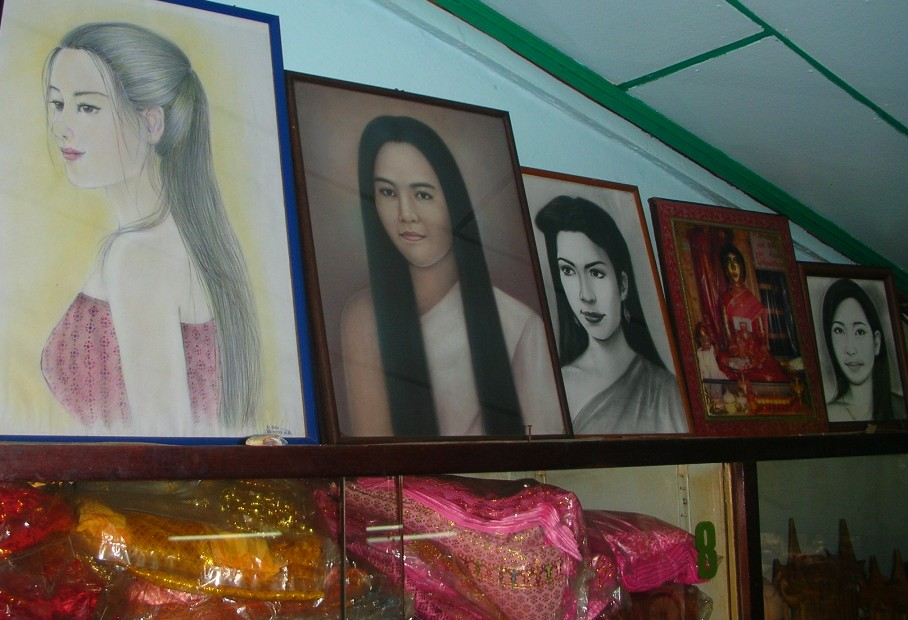
사당에 배치된 매 낙 프라카농의 초상화들

매 낙 프라카농(태국어: แม่นากพระโขนง, 프라카농의 낙 여인)은 태국 전승에 등장하는 여성 유령으로 방콕의 프라카농 지방에서 전승되고 있다. 전승에 따르면 유령의 생전의 모습인 매 낙(태국어: แม่นาก, 낙 여인)은 몽꿋 국왕 시대에 프라카농에 살던 실존 인물이다. 남편이 전쟁으로 징집된 사이 출산 도중에 사망하였고, 사랑하던 남편을 잊지 못하여 유령이 되어 마을에 재앙을 내리는 등 사람을 해쳤다고 전한다. 현재는 공포 영화 등 여러 예술 작품의 소재로 자주 이용되며, 악귀가 아닌 기복의 대상으로 인식되고 있다.
낙을 모시는 사당은 왓 마하붓 사원에 세워졌으며, 1997년 방콕 쑤안루앙 지구로 행정구역이 변경되었다.

## 전설
프라카농 운하 유역에 살던 낙이라는 아름다운 젊은 여성은 남편인 막을 아낌없이 사랑하였다.
낙이 임신 중일 때 막은 태국군에 징집되어 전쟁터로 보내지고 중상을 입게 되었다(이 전쟁이 켕퉁 전투라는 전승이 있으나 다른 전승에서는 구체적이지 않다). 그가 방콕 중심부에서 간호를 받으며 홀로 건강을 회복하던 중, 막과 태아는 출산 중에 모두 사망하게 되었다. 하지만 막이 귀향하였을 때, 사랑하는 아내와 아이가 그를 기다리고 있었다. 이웃들은 막에게 그가 귀신과 함께 살고 있다고 경고하였지만 그는 그 말을 무시하였다.
어느 날 낙이 남 프릭을 준비하던 중 포치에 라임을 떨어뜨렸다. 그는 서둘러 라임을 주우려고 팔을 비정상적으로 길게 뻗어 땅바닥에 떨어진 라임을 주워 올렸다. 이를 보게 된 막은 아내가 유령이라는 사실을 깨달았다. 그날 밤 막은 집을 몰래 빠져나와 쫓아오는 낙을 피해 달아났다. 태국 민간 전승에 따르면 유령은 끈적끈적한 애납향 잎을 무서워하기 때문에 막은 애납향 덤불 뒤에 숨었다. 그리고는 귀신이 들어갈 수 없는 성지인 왓 마하붓 사원으로 피신하였다.
슬픔에 빠진 낙은 막이 자신을 떠나게 한 것에 분노하며 프라카농 사람들을 위협하였다. 하지만 한 힘센 승려가 낙의 유령을 붙잡아 항아리에 가둔 후 프라카농 운하에 던져 버렸다.
뒷이야기는 지역 별로 차이가 있다. 어떤 곳에서는 프라카농에 처음 온 노부부가 낚시를 하다가 항아리를 발견하고, 다른 곳에서는 두 명의 어부가 항아리를 끌어올린다. 두 이야기 모두 항아리를 열자 낙이 풀려난다.
다른 전승에서는 솜뎃 프라 푸타찬(토 프롬마랑시)이라는 고승이 낙의 이마 뼈에 영혼을 가둬 허리띠에 묶어 낙을 물리친다는 이야기가 전해진다. 전설에 따르면 이 허리띠는 현재 태국 왕실이 소장하고 있다고 한다. 춤폰 왕자 아바카라 키아르티봉세 제독도 이 유물을 가지고 있다고 주장하였다. 또 다른 이야기에서는 스님이 낙에게 내세에 사랑하는 남편과 재회할 수 있다고 확신시키자 낙이 스스로 이승을 하직하였다고 전한다.